# Ольмільйос-де-Кастро
Ольмільйос-де-Кастро (ісп. Olmillos de Castro) — муніципалітет в Іспанії, у складі автономної спільноти Кастилія-і-Леон, у провінції Самора. Населення — 308 осіб (2010).
Муніципалітет розташований на відстані близько 240 км на північний захід від Мадрида, 31 км на північний захід від Самори.
На території муніципалітету розташовані такі населені пункти: (дані про населення за 2010 рік)
- Маркіс-де-Альба: 83 особи
- Навіанос-де-Альба: 28 осіб
- Ольмільйос-де-Кастро: 86 осіб
- Сан-Мартін-де-Табара: 111 осіб

## Демографія
Динаміка населення (INE ):